# 名鉄鷹来線
鷹来線（たかきせん）は、かつて愛知県東春日井郡小牧町（現小牧市）の新小牧駅と同県同郡鷹来村（現春日井市）にあった陸軍造兵廠を結ぶ予定だった名古屋鉄道（名鉄）の鉄道路線（未成線）。申請時は鳥居松線（とりいまつせん）と呼称され、西春日井郡楠村（現名古屋市北区）の味鋺駅から新小牧駅までの計画だった。

## 概要
昭和16年（1941年）末期、鳥居松村に陸軍工廠名古屋工廠鳥居松製造所、篠岡村に名古屋陸軍幼年学校、鷹来村に名古屋陸軍造兵廠高蔵製造所鷹来分工場が開設された。またこの地域は都市計画事業により名古屋郊外の新興工業都市となることが予定されていたため、これらの労働者輸送のために鉄道の敷設が計画され、名古屋鉄道は同年10月3日に申請書を提出した。
大曽根線（現在の小牧線）味鋺駅を起点とし、途中勝川町・鳥居松村・篠木村・鷹来村（現在の春日井市鷹来町、町屋町、上田楽町）・篠岡村（現在の小牧市下末）・味岡村（現在の小牧市二重堀、中央）を通過して大曽根線新小牧駅（現在の小牧駅）に至る併用軌道9.71km、新設軌道2.99km（総延長12.7km）の路線を計画した。全線単線で味鋺から勝川町までの1.74kmは旧勝川線を利用し、その先は街路や県道上の併用軌道、大曽根線上新町駅からの0.58kmは同線と並走する路線であった
しかし、鳥居松製造所は国鉄中央本線の鳥居松駅（現在の春日井駅）の至近にあり、また同駅から鷹来工場や西山分工場への専用線が既に存在していたため、味鋺 - 鷹来間は既存の路線と重複し新たに路線を敷設する必要はないとして認可されず、1943年（昭和18年）に、名古屋鉄道が軌道法に基づく特許を獲得したのは鷹来 - 新小牧間の4.4kmのみであった。
1945年（昭和20年）に着工。同年8月には路盤（線路を敷く部分に設けられる盛り土などをした部分）のほとんどが完成していたが、線路敷設へと移行する段階で終戦となり、計画は中止となった。その後、特許は1961年（昭和36年）に失効した。
なお、2021年現在でこの路線に比較的近いバス路線としては名鉄バス小牧勝川線の小牧駅から町屋の区間及びこまき巡回バス桃花台線小牧駅から上田楽が該当するが、運行本数は各々1時間に1本程度である。

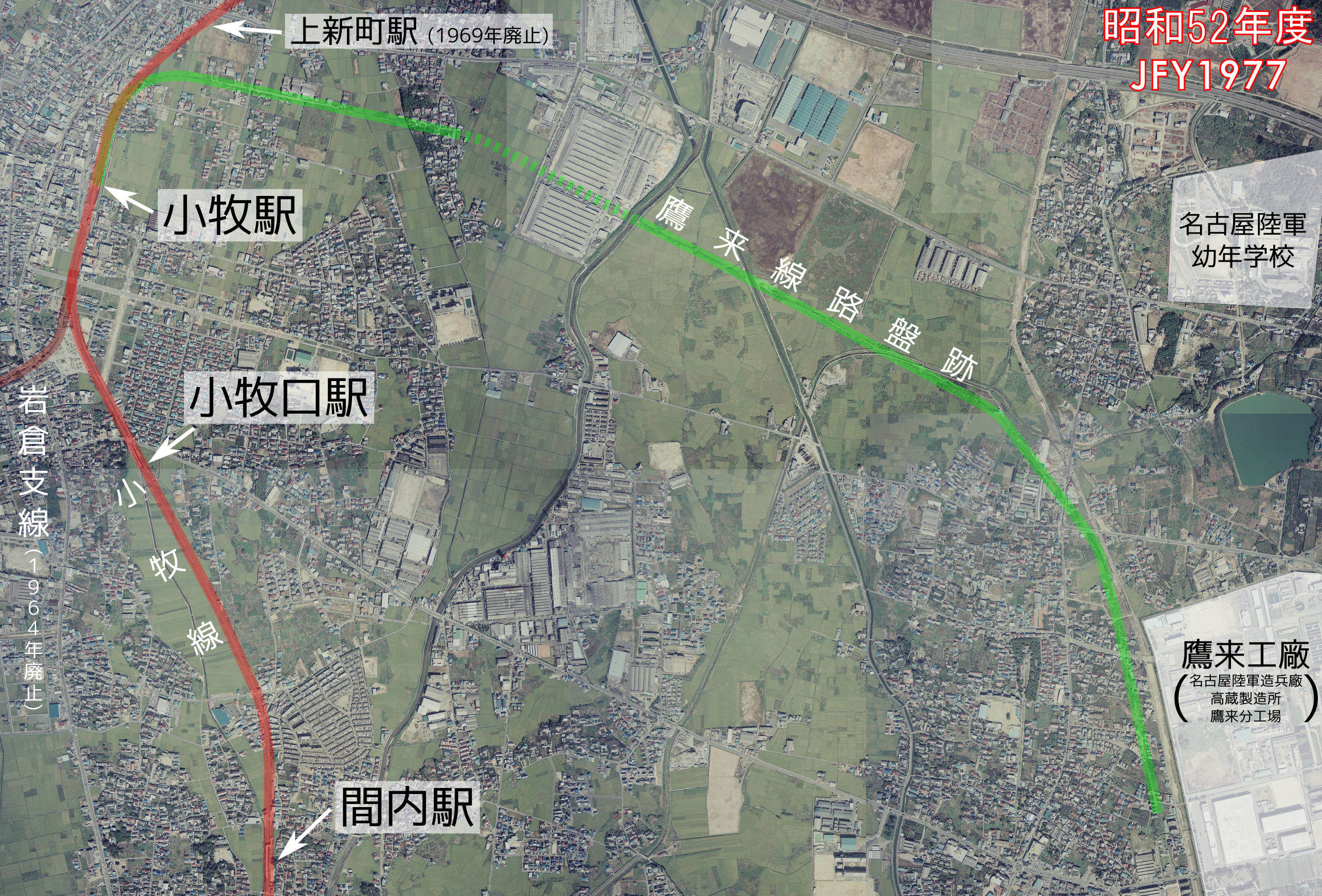
1977年当時の路盤跡。特許を取得できた鷹来線4.4km区間はほぼ完成していた。鳥居松線計画では鷹来工廠からさらに南下して旧勝川線に接続する予定だった。 帰属：国土交通省「国土画像情報（カラー空中写真）」　配布元：国土地理院地図・空中写真閲覧サービス
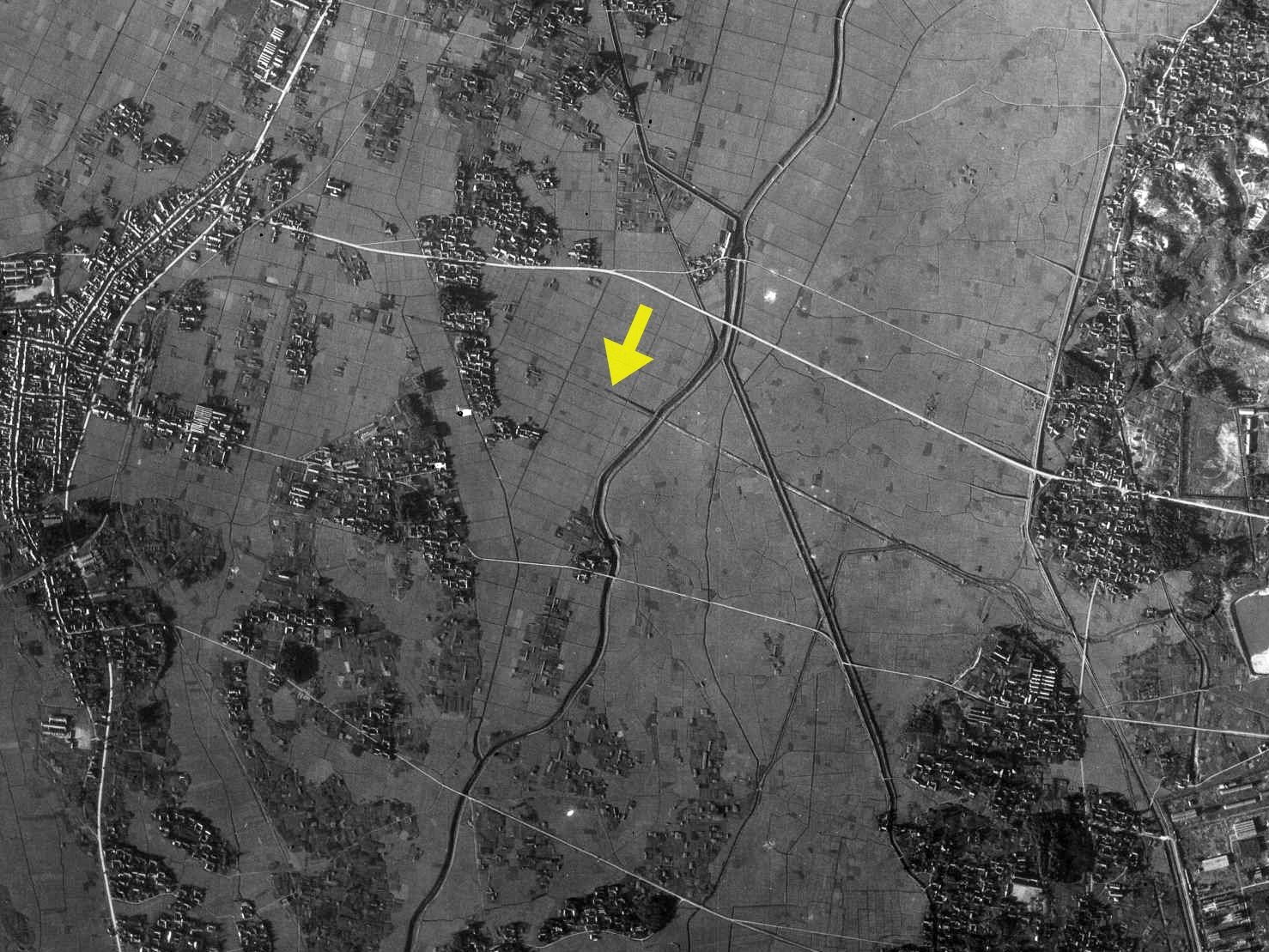
未成線の空中写真（1947年）。黄色矢印で跡地図示。終戦から約2年後、一部の路盤は田畑化されていることが分かる。
国土交通省 国土地理院 地図・空中写真閲覧サービスの空中写真を基に作成

## 歴史
- 1941年（昭和16年）10月3日 - 名古屋鉄道が鳥居松線として味鋺 - 新小牧 (12.7km) の鉄道敷設を申請
- 1943年（昭和18年）10月6日 - 鷹来 - 新小牧間 (4.4km) 特許取得[1]
- 1944年（昭和19年）10月5日 - 軌道工事施行申請
- 1945年（昭和20年）
  - 4月24日 - 工事認可
  - 5月1日 - 着工
  - 8月 - 全体の約50%（路盤の大部分）が完成
  - 8月15日 - 終戦（工事中断）
- 1961年（昭和36年）7月25日 - 特許失効